# Jacek Pulikowski
Jacek Jerzy Pulikowski (ur. 14 kwietnia 1952 w Lubrańcu) – polski pisarz i wykładowca katolicki, doktor inżynier budownictwa. Autor licznych publikacji o tematyce rodzinnej.

## Życiorys
Absolwent X Liceum Ogólnokształcącego w Poznaniu w roku 1971. W 1976 uzyskał stopień magistra inżyniera budownictwa na Politechnice Poznańskiej. Doktorat pt. Obciążenia niezachowawcze konstrukcji cięgnowych obronił w 1985. Od 1976 był pracownikiem i wykładowcą Zakładu Mechaniki Budowli Instytutu Konstrukcji Budowlanych na Wydziale Budownictwa i Inżynierii Środowiska Politechniki Poznańskiej. 
Prowadzi zajęcia na Studium Rodziny przy Wydziale Teologii UAM w Poznaniu, Studium Życia Rodzinnego im. Biskupa Stanisława Stefanka, kursy dla nauczycieli i kursy przedmałżeńskie. Jest czynnym członkiem Duszpasterstwa Rodzin i byłym członkiem Rady Episkopatu Polski ds. Rodziny.  
Jest autorem publikacji o tematyce rodzinnej. Wszystkie jego książki wielokrotnie wznawiano w wielotysięcznych nakładach, a niektóre przetłumaczono na języki obce. 

## Życie prywatne
Żonaty, ma trójkę dzieci. 

## Nagrody i wyróżnienia
- 2015 – nagroda im. Jerzego Ciesielskiego przyznawaną przez Fundację "Źródło"[6]. Został odznaczony Złotym Krzyżem Zasługi (2010)[7] i Krzyżem Oficerskim Orderu Odrodzenia Polski[8].

## Publikacje
- Chrześcijańskie spojrzenie na płciowość: wybrane zagadnienia
- Chrześcijańskie wychowanie do miłości : konspekty katechez dla szkół ponadpodstawowych
- Ewa czuje inaczej: warto zadbać o uczucia, wyd. Inicjatywa Wydawnicza JEROZOLIMA ISBN 83-914877-2-5
- Jak wygrać miłość?, wyd. Edycja św. Pawła ISBN 83-7168-802-4
- Jak wygrać ojcostwo? Instrukcja obsługi, wyd. Edycja św. Pawła, ISBN 83-7168-987-X
- Jak wygrać szczęście, wyd. Edycja Świętego Pawła, ISBN 83-7424-084-9
- Krokodyl dla ukochanej: warto wspierać rozwój mężczyzny, wyd. Inicjatywa Wydawnicza JEROZOLIMA, ISBN 83-914877-0-9
- Młodzi i miłość
- Warto być ojcem: najważniejsza kariera mężczyzny, wyd. Inicjatywa Wydawnicza JEROZOLIMA, ISBN 83-914877-6-8
- Wartość współżycia małżeńskiego, wyd Inicjatywa Wydawnicza JEROZOLIMA ISBN 83-909530-9-9
- Warto pokochać teściową, wyd. Inicjatywa Wydawnicza JEROZOLIMA, ISBN 83-89282-03-8
- Warto pomyśleć. O niektórych ważnych sprawach, wyd. Inicjatywa Wydawnicza JEROZOLIMA ISBN 83-89282-31-3
- Warto żyć zgodnie z naturą czyli O płciowości, płodności, rodzicielstwie i metodach naturalnego planowania poczęć, głównie - ale nie tylko - z myślą o narzeczonych przygotowujących się do małżeństwa
- Zakochanie i co dalej?, wyd. POMOC Wydawnictwo Misjonarzy Krwi Chrystusa, ISBN 83-7256-885-5
- Gdzie ci mężczyźni?, wyd. Fides